# Химадитис
Химади́тис, Химадион (греч. Χειμαδίτις ή Χειμαδίτιδα) — озеро в северной Греции, на юге периферийной единицы Флорина в периферии Западная Македония, недалеко от границы с периферийной единицей Козани. Озеро имеет площадь 10,8 километра на высоте 593 метров. Озеро имеет метровую глубину.
Ближайшие города: Аминдеон около 10 км на северо-восток, Птолемаис около 15 км на юго-восток.
Химадитис и соседнее озеро Зазари имеют большое значение для экосистемы Греции. По этой причине, озёра являются частью сети «Натура 2000» и имеют код GR1340008. Важными для птиц водно-болотными угодьями являются тростниковые заросли, в которых, как правило, преобладает тростник обыкновенный (Phragmites australis), и они значительно более обширны на озере Химадитис, чем на Зазари. Кроме того, укоренившаяся подводная и плавающая растительность (рдест (Potamogeton), роголистник (Ceratophyllum), уруть колосистая (Myriophyllum spicatum), дзанникеллия болотная (Zannichellia palustris), Валлиснерия (Vallisneria), кувшинка белая (Nymphaea alba) и другие) занимает мелководье. Водно-болотное угодье поддерживает разнообразную орнитофауну, служит местом гнездования, нагула и отдыха для значительного числа птиц. Также очень важно для хищных птиц и богатой герпетофауны. На берегах обитает бабочка червонец непарный (Lycaena dispar). Также были зарегистрированы одиннадцать видов рептилий и один вид амфибий.